# 劍葉花葉蘚
劍葉花葉蘚（学名：Calymperes fasciculatum）为花葉蘚科花葉蘚屬下的一个种。